# IC 594
IC 594 — галактика типу SBbc (компактна витягнута галактика) у сузір'ї Секстант.
Цей об'єкт міститься в оригінальній редакції індексного каталогу.